# Rick Wakeman
Richard Christopher Wakeman (n. 18 mai 1949, Greater London, Anglia, Regatul Unit) este un claviaturist englez, compozitor și textier. Este cunoscut ca fiind claviaturistul trupei de rock progresiv Yes dar și pentru cariera sa solo și ulterior pentru contribuția sa la serialul de comedie Grumpy Old Men distribuit de BBC Television.

## Pianist și producător de albume muzicale
A studiat pianul clasic și a fost un pionier în ceea ce privește utilizarea claviaturilor electronice. Este gazda unei emisiuni radio pe postul Planet Rock. Pe parcursul carierei sale solo, Wakeman a produs peste 100 de albume care au vândut mai mult de 50 de milioane de exemplare.